# Nikita Parris
Pour les articles homonymes, voir Parris.
Nikita Parris est une footballeuse internationale anglaise née le 10 mars 1994 à Toxteth. Elle joue au poste d'attaquant à Brighton & Hove Albion. C'est la sœur cadette de la boxeuse Natasha Jonas.

## Carrière

### En club
Formée à Everton, Nikita Parris évolue pendant quatre saisons avec les Toffees avant de rejoindre Manchester City, d'abord en prêt puis définitivement. En 2017-2018, elle inscrit 11 buts avec les Citizens, puis 18 la saison suivante, terminant deuxième meilleure buteuse d'Angleterre derrière l'attaquante d'Arsenal Vivianne Miedema.
Le 21 mai 2019, libre de tout contrat, Nikita Parris s'engage avec l’Olympique lyonnais. Elle remporte tout de même le titre de championne de France en 2019-2020, puis la coupe de France face au Paris Saint-Germain (0-0, 4 t.a.b. à 3). Malgré une blessure en demi-finale face au PSG qui la prive de finale, elle soulève également la Ligue des champions, réalisant le triplé avec l'Olympique lyonnais.
La saison suivante, elle termine meilleure buteuse de l'OL avec 15 réalisations, mais ne remporte aucun trophée, les Lyonnaises étant cette fois-ci battues par le PSG en championnat et en Ligue des champions.
Le 6 août 2022, elle rejoint Manchester United.

### En équipe nationale
Avec les moins de 19 ans, elle dispute le championnat d'Europe des moins de 19 ans 2013. L'Angleterre atteint la finale du tournoi, battue par l'équipe de France.
Avec les moins de 20 ans, elle participe à la Coupe du monde des moins de 20 ans 2014 organisée au Canada. Lors du mondial junior, elle joue trois matchs : contre la Corée, le Mexique, et le Nigeria.
Elle reçoit sa première sélection en équipe d'Angleterre le 4 juin 2016, contre la Serbie. Elle délivre une passe décisive lors de ce match, pour une victoire 7-0. Trois jours plus tard, le 7 juin 2016, elle inscrit un doublé contre cette même équipe (victoire 0-7). 
Le 15 septembre 2016, elle délivre une passe décisive face à l'Estonie (victoire 5-0). Le 20 septembre 2016, elle marque un but contre la Belgique (victoire 0-1).
Nikita participe à la Coupe du monde 2019 en France, et finit quatrième après une défaite lors du match pour la troisième place face à la Suède (1-2). Elle dispute les 6 matchs de son équipe lors de la compétition. Elle inscrit un but sur penalty lors du premier match le 9 juin 2019 face à l'Écosse (victoire 2-1), et délivre une passe décisive pour Ellen White face à la Norvège en quarts de finale (victoire 0-3). 
Elle est sélectionnée pour les Jeux Olympiques de Tokyo en 2021.
Le 15 juin 2022, elle est sélectionnée par Sarina Wiegman pour disputer l'Euro 2022.

## Style de jeu
Le poste de prédilection de Nikita Parris est sur l'aile droite de l'attaque, éliminant les défenseuses adverses le long de la ligne de touche grâce à sa bonne pointe d'accélération et combinant avec les joueuses offensives plus axiales. Elle est cependant aussi capable d'évoluer en pointe, poste qu'elle a majoritairement occupé avec l'Olympique lyonnais pour pallier la longue absence de la titulaire au poste Ada Hegerberg, le côté droit étant plutôt réservé à Delphine Cascarino.

## Statistiques
| Saison                | Club                  | Championnat           | Championnat | Championnat | Coupe nationale | Coupe nationale | Coupe de la Ligue | Coupe de la Ligue | Compétition(s) continentale(s) | Compétition(s) continentale(s) | Compétition(s) continentale(s) | Total | Total |
| Saison                | Club                  | Division              | M.          | B.          | M.              | B.              | M.                | B.                | Comp.                          | M.                             | B.                             | M.    | B.    |
| 2011                  | Everton               | WSL                   | 3           | 0           | -               | -               | -                 | -                 | WCL                            | 5                              | 2                              | 8     | 2     |
| 2012                  | Everton               | WSL                   | 10          | 0           | 1               | 0               | 3                 | 0                 | -                              | -                              | -                              | 14    | 0     |
| 2013                  | Everton               | WSL                   | 11          | 6           | -               | -               | 3                 | 2                 | -                              | -                              | -                              | 14    | 8     |
| 2014                  | Everton               | WSL                   | 13          | 6           | 3               | 4               | 3                 | 1                 | -                              | -                              | -                              | 19    | 11    |
| Sous-total            | Sous-total            | Sous-total            | 37          | 12          | 4               | 4               | 9                 | 3                 | -                              | 5                              | 2                              | 55    | 21    |
| 2015                  | Manchester City       | WSL                   | 13          | 4           | 1               | 0               | 5                 | 4                 | -                              | -                              | -                              | 19    | 8     |
| 2016                  | Manchester City       | WSL                   | 16          | 1           | 3               | 2               | 4                 | 3                 | WCL                            | 4                              | 0                              | 27    | 6     |
| print. 2017           | Manchester City       | WSL                   | 6           | 2           | 0               | 0               | 0                 | 0                 | WCL                            | 3                              | 0                              | 9     | 2     |
| 2017-2018             | Manchester City       | WSL                   | 18          | 11          | 1               | 0               | 6                 | 3                 | WCL                            | 8                              | 4                              | 33    | 18    |
| 2018-2019             | Manchester City       | WSL                   | 19          | 19          | 3               | 2               | 4                 | 3                 | WCL                            | 2                              | 0                              | 28    | 24    |
| Sous-total            | Sous-total            | Sous-total            | 72          | 37          | 8               | 4               | 19                | 13                | -                              | 17                             | 4                              | 116   | 58    |
| 2019-2020             | Olympique lyonnais    | D1                    | 15          | 8           | 5               | 6               | -                 | -                 | WCL                            | 6                              | 4                              | 26    | 18    |
| 2020-2021             | Olympique lyonnais    | D1                    | 20          | 13          | 1               | 0               | -                 | -                 | WCL                            | 6                              | 2                              | 27    | 15    |
| Sous-total            | Sous-total            | Sous-total            | 35          | 21          | 6               | 6               | -                 | -                 | -                              | 12                             | 6                              | 53    | 33    |
| Total sur la carrière | Total sur la carrière | Total sur la carrière | 144         | 70          | 18              | 14              | 28                | 16                | -                              | 34                             | 12                             | 224   | 112   |

## Palmarès

### Sélection
Équipe d'Angleterre des moins de 19 ans :
- Finaliste du championnat d'Europe des moins de 19 ans en 2013

 Équipe d'Angleterre
- Vainqueur du Championnat d'Europe : 2022

### En club
Manchester City :
- Vainqueur du Championnat d'Angleterre en 2016
- Vainqueur de la Coupe d'Angleterre en 2017 et 2019
- Vainqueur de la Coupe de la Ligue en 2016

 Olympique lyonnais :
- Vainqueur de la Ligue des champions en 2020
- Vainqueur du Championnat de France en 2020
- Vainqueur de la Coupe de France en 2020

 Manchester United
- Vainqueur de la Coupe d'Angleterre en 2024.
- Finaliste de la Coupe d'Angleterre en 2023.

### Récompenses individuelles
- Membre de l'équipe type de WSL en 2015 et FA WSL 1 en 2019.